# Real Universidad de Bután

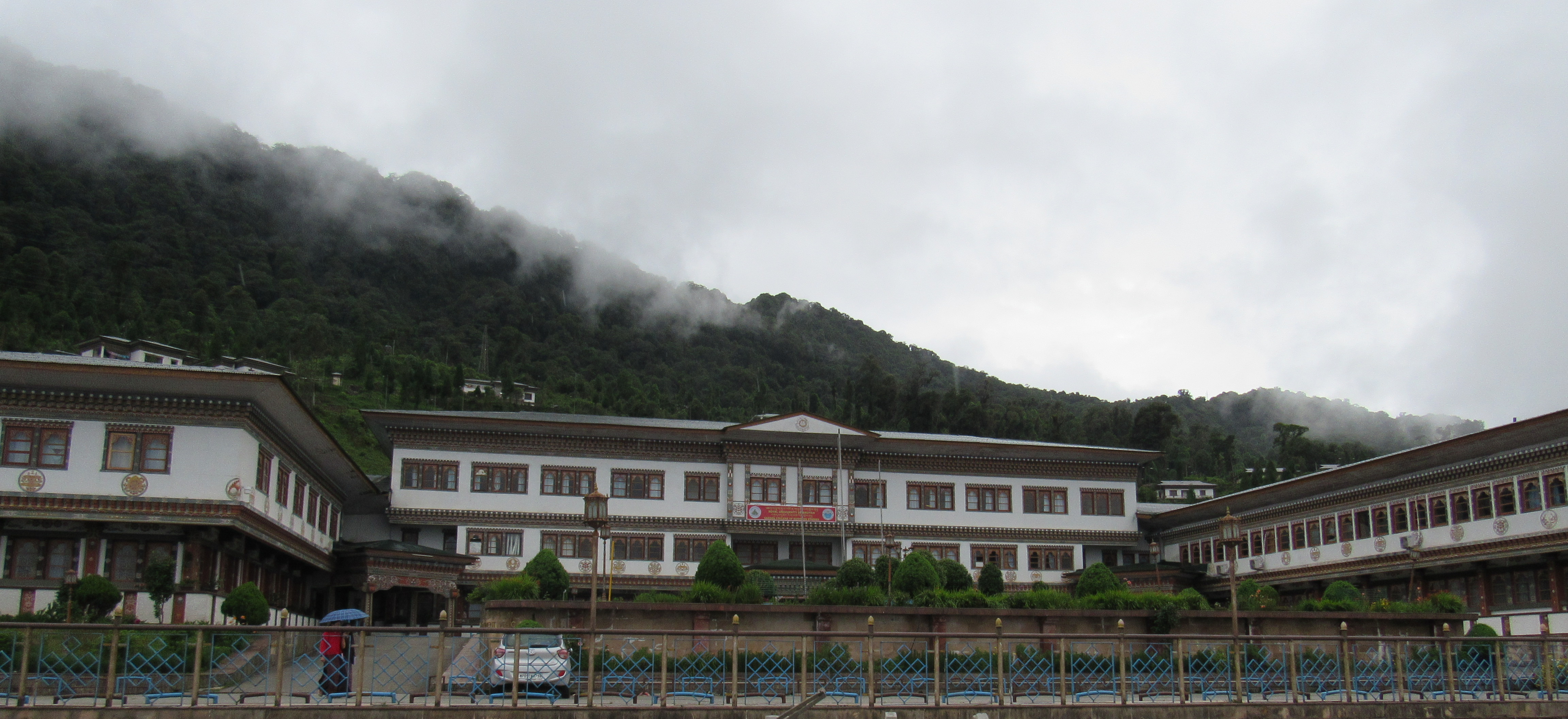
Gaedu College of Business Studies, un instituto gubernamental autónomo dependiente de la Universidad Real de Bután.

La Real Universidad de Bután (en dzongkha: འབྲུག་རྒྱལ་འཛིན་གཙུག་ལག་སློབ་སྡེ་; transliteración Wylie: 'brug rgyal-'dzin gtsug-lag-slob-sde) es la universidad pública del Reino de Bután. Fundada el 2 de junio de 2003 por un decreto real, está formada por 10 institutos.

## Institutos
La universidad se estableció para consolidar la gestión de la educación terciaria en Bután. Se trata de una institución descentralizada, integrada por nueve institutos constituyentes y dos afiliados, distribuidos por todo el país. Los institutos de la Universidad son:
- Instituto de Recursos Naturales (CNR), Lobesa, Distrito de Punakha
- Instituto de Ciencia y Tecnología (CST), Phuntsholing, Distrito de Chukha
- Instituto de Estudios Empresariales de Gaeddu (GCBS), Gedu, Distrito de Chukha
- Instituto de Idiomas y Estudios Culturales (CLCS), Taktse, Distrito de Trongsa
- Instituto de Ingeniería Jigme Namgyel (JNEC), Dewathang, Distrito de Samdrup Jongkhar
- Instituto de Educación de Paro (PCE), Paro, Distrito de Paro
- Instituto Real de Timbu (RTC), Ngabiphu, Distrito de Timbu

- Instituto Norbuling Rigter (NRC), Paro, Distrito de Paro
- Instituto de Educación de Samtse (SCE), Samtse, Distrito de Samtse
- Instituto de Sherubtse (SC), Kanglung, Distrito de Trashigang
- Instituto de Tecnología de la Información de Gyalpozhing (GCIT), Gyalpozhing, Distrito de Mongar